# I bassifondi di San Francisco
I bassifondi di San Francisco (Knock on Any Door), ridistribuito nel 1958 col titolo Crimen, è un film del 1949 diretto da Nicholas Ray e interpretato da Humphrey Bogart.

## Trama
Nick Romano, un giovane italo-americano con problemi con la giustizia, viene accusato di avere ucciso un poliziotto. Dichiaratosi innocente, Nick chiede l'assistenza dell'avvocato Andrew Morton, il quale, dopo un iniziale tentennamento, accetta di difenderlo. In apertura del processo, Morton racconta alla giuria la storia di Nick: l'avvocato aveva conosciuto il ragazzo parecchi anni prima, quando aveva cercato di intervenire per ottenere la scarcerazione del padre, ingiustamente condannato per omicidio. Il padre morirà in prigione per un attacco di cuore, lasciando la famiglia in difficoltà. Nick cercherà allora di uscire dalla situazione di povertà attraverso il crimine.
Durante questo primo incontro, Morton incontra l'assistente sociale Miss Pattison, che in seguito diventerà sua moglie. Negli anni seguenti, Morton cerca in vari modi di aiutare Nick ma l'orgoglio e la debolezza di quest'ultimo, e i pregiudizi nei suoi confronti lo portano di continuo sulla cattiva strada. Neanche il rapporto con Emma, una ragazza onesta di cui s'innamora e poi sposa, riesce a salvarlo: dopo un breve idillio, Nick si caccia ancora nei guai, e quando abbandona casa, Emma si suicida.
Durante il processo, Morton riesce a portare a galla le incongruenze dei testimoni d'accusa, ma quando Nick viene interrogato dal pubblico ministero, che lo mette sotto pressione, finisce per confessare di essere stato lui a uccidere il poliziotto. Morton, che aveva creduto nell'innocenza del suo assistito, pronuncia una toccante arringa con la quale sottolinea come siano i difetti della società a creare delinquenti come Nick, e chiede clemenza. Il giudice però decide per la condanna a morte.